# سرسيف (سقز)
قرية سرسيف (بالكردية: سەرسێف) هي إحدى القرى التابعة لـذو الفقار في ريف قسم سرشيو من مقاطعة سقز، في محافظة كردستان الإيرانية.

## السكان
حسب إحصاءات سنة 2006، بلغ إجمالي السكان في سرسيف 96 نسمة وعدد المساكن 15 مسكن. لغة سكان سرسيف هي اللغة الكردية و هم من أهل السنة والجماعة والمذهب الشافعي.